# Dalen (Norvegia)
Dalen è un villaggio della Norvegia, situato nella municipalità di Tokke, nella contea di Telemark.